# Winnweiler
Winnweiler est une municipalité d'Allemagne, située dans le Land de Rhénanie-Palatinat.
La commune de Winnweiler est jumelée avec Saint-Laurent-Nouan.

## Personnalités liées à la ville
- Wilhelm Erb (1840-1921), neurologue né à Winnweiler.